# میداس (شلی)

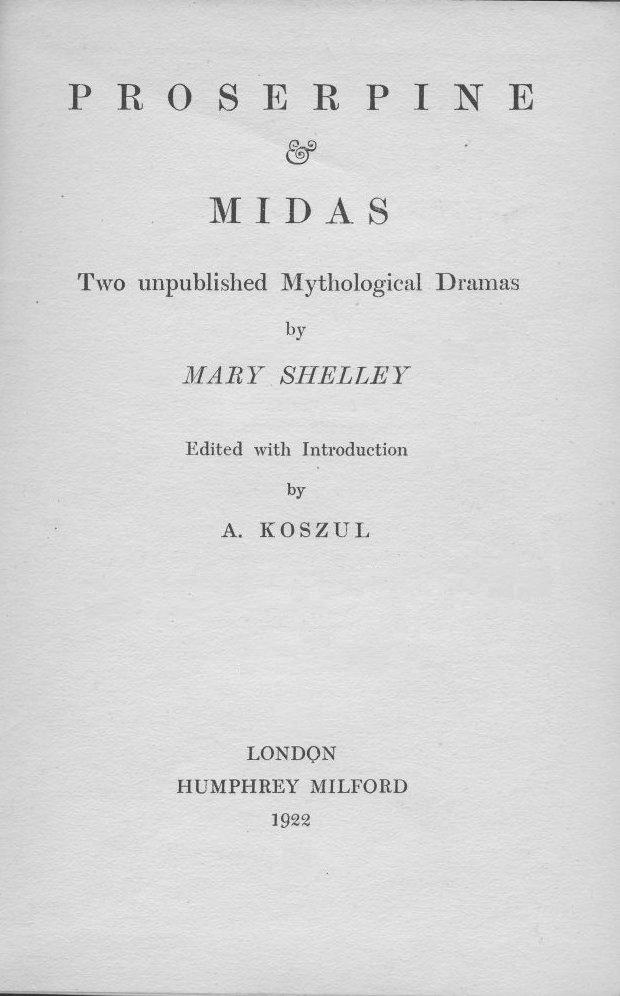
میداس اولین بار در سال ۱۹۲۲ منتشر شد

میداس نمایشنامه‌ای منظوم در قالب نظم آزاد است که توسط نویسندگان رمانتیک، مری شلی و پرسی بیش شلی، نوشته شده است. مری شلی نویسندهٔ اصلی نمایشنامه بوده و پرسی دو شعر غنایی به آن افزوده است. این اثر در سال ۱۸۲۰، زمانی که شلی‌ها در ایتالیا زندگی می‌کردند، نوشته شد. مری شلی تلاش کرد نمایشنامه را در دههٔ ۱۸۳۰ برای چاپ در مجلات کودکانهٔ انگلستان ارائه دهد، اما این تلاش‌ها بی‌نتیجه ماند. میداس سرانجام در سال ۱۹۲۲ در نسخه‌ای علمی به‌ویرایش آ. کزول منتشر شد. اینکه آیا این نمایشنامه اساساً برای اجرا بر صحنه نوشته شده بود یا نه، همچنان محل بحث میان پژوهشگران است. نمایشنامه داستان رقابت موسیقایی میان آپولو و پن را با افسانهٔ معروف شاه میداس، که هر چیزی را که لمس می‌کرد به طلا تبدیل می‌کرد، ترکیب می‌کند.
نمایشنامهٔ میداس به‌طور عمده به مسائل جنسیتی می‌پردازد و در آن دربارهٔ تعریف‌های زنانگی و مردانگی در اوایل قرن نوزدهم و ایدئولوژی در حال شکل‌گیری «قلمروهای جداگانه» اظهار نظر می‌شود—ایدئولوژی‌ای که زنان را به امور خانگی و مردان را به امور سیاسی محدود می‌کرد. این اثر بخشی از علاقهٔ رمانتیک‌ها به بازنویسی اسطوره‌های کلاسیک است، و تمرکز آن بر به چالش کشیدن ساختار پدرسالارانه و طنزپردازی نسبت به انباشت افسارگسیختهٔ ثروت است.
ژانر نمایشنامهٔ میداس نیز بازتابی از مناقشات جنسیتی زمان خود است؛ پرسی شلی در قالب سنتیِ مردانهٔ شعر غنایی می‌نویسد، در حالی که مری شلی در نمایشنامهٔ منظوم خود بر جزئیات زندگی روزمره تمرکز دارد. از زمان نخستین انتشار اثر در سال ۱۹۲۲، منتقدان عمدتاً بر اشعار پرسی شلی توجه نشان داده‌اند و نمایشنامهٔ مری شلی کمتر مورد بررسی قرار گرفته است. با این حال، از دههٔ ۱۹۹۰ به بعد، این روند معکوس شده و پژوهشگران توجه بیشتری به آثار مری شلی ورای فرانکنشتاین (۱۸۱۸) نشان داده‌اند.

## پیش‌زمینه

مری شلی اثر ریچارد راثول (۱۸۳۹–۱۸۴۰)

تا سال ۱۸۱۶، خانوادهٔ شلی در ایتالیا زندگی می‌کردند و در سال‌های ۱۸۱۸ و ۱۸۱۹، دو تن از فرزندان خردسال آن‌ها، کلارا و ویلیام، درگذشتند. مری شلی دچار افسردگی شدیدی شد و از پرسی فاصله گرفت؛ چرا که او به اندازهٔ مری تحت تأثیر این فقدان قرار نگرفته بود. مری اندکی پس از تولد پسرش، پرسی فلورنس، در اواخر سال ۱۸۱۹ دوباره اندکی جان گرفت.
با وجود اندوه سنگینی که از مرگ دو فرزندش بر او سایه افکنده بود، مری شلی همچنان به مطالعه و یادگیری ادامه داد، همان‌گونه که در تمام طول زندگی‌اش چنین کرده بود. بین سال‌های ۱۸۱۸ تا ۱۸۲۰، او به‌طور گسترده‌ای با نمایشنامه آشنا شد. آثار بسیاری از ویلیام شکسپیر را مطالعه کرد، برخی را همراه با پرسی شلی. پرسی معتقد بود مری استعداد نمایشنامه‌نویسی دارد و او را ترغیب کرد تا نمایشنامه‌های برجستهٔ انگلیسی، فرانسوی، لاتین و ایتالیایی و همچنین نظریه‌های درام را مطالعه کند. پرسی حتی برای نمایشنامه‌اش چنچی از مری نظر خواست. مری، در نقشی کمتر درخشان، نسخهٔ دست‌نویس نمایشنامهٔ پرومتئوس آزادشده را برای پرسی رونویسی کرد. آن‌ها همچنین به اپرا، باله و نمایش‌های مختلف می‌رفتند.
مطالعات مری شلی در این سال‌ها گسترده و متنوع بود. او در سال ۱۸۲۰ شروع به یادگیری زبان یونانی کرد و به‌طور گسترده‌ای در زمینهٔ آموزش و تربیت مطالعه کرد. برای نمونه، رسالهٔ فلسفی امیل و رمان احساساتی هلوئیز جدید نوشتهٔ ژان-ژاک روسو و همچنین کتاب کودکانهٔ تاریخ سندفورد و مرتون اثر توماس دی را خواند.

## نگارش و انتشار
مری شلی نمایشنامهٔ میداس را در سال ۱۸۲۰ نوشت. میراندا سیمور، زندگی‌نامه‌نویس مری شلی، گمان می‌برد که او میداس و پروسرپاین را برای دو دختر نوجوان به نام‌های لورت و نرینا تایگ نوشته باشد—دخترانِ دوستان خانوادهٔ شلی در ایتالیا. مادر آن‌ها نیز از شاگردان پیشین مری ولستون‌کرفت، مادر مری شلی، بوده است. مری شلی در همان سال داستان کودکانهٔ موریس را نیز برای لورت نوشت.
او نمایشنامهٔ میداس را در سال ۱۸۲۴ برای انتشار به The Browning Box، به سردبیری برایان والتر پراکتر، ارسال کرد، اما رد شد. در سال ۱۸۳۰، آن را برای انتشار در مجلهٔ کودکانهٔ Forget-Me-Not به رودولف آکرمن سپرد؛ باز هم رد شد. در سال ۱۸۳۲، نمایشنامه را برای بررسی به آلاریک الکساندر واتس فرستاد تا در سالنامهٔ ادبی‌اش Literary Souvenir منتشر شود. با این حال، در نامه‌اش پیشنهاد کرد که این نمایشنامه شاید برای نشریات نوجوانانه‌ای که همسر واتس، پریسیلا مادن واتس، اداره می‌کرد، مناسب‌تر باشد. این نمایشنامه برای نخستین بار در سال ۱۹۲۲ توسط پژوهشگر ادبی، آ. کزول، منتشر شد.

## خلاصهٔ داستان

آپولو با چنگ خود اثر استانیسلاو ویسپیانسکی (حدود ۱۸۹۷)

در پردهٔ اول، پان آپولو را به یک مسابقهٔ موسیقی دعوت می‌کند و تی‌مولوس داور این رقابت است. تی‌مولوس پیروزی را به آپولون می‌دهد. پان به این داوری اعتراض کرده و از شاه میداس—که یک انسان فانی است—می‌خواهد که رأی نهایی را صادر کند. میداس که به پان تمایل دارد، رأی را به نفع او صادر می‌کند. آپولون که از دخالت یک انسان در امور خدایان خشمگین شده، او را مجازات می‌کند و گوش‌هایش را به گوش الاغی تبدیل می‌کند و می‌گوید:
«پس نشانه‌ای از آنچه هستی را
بر سرت بگذار تا جهانیان ببینند،

و خودِ پان نیز از داشتن چنین داوری شرم کند».

زوپیریون، صدراعظم میداس، به او کمک می‌کند تا راهی برای پنهان کردن گوش‌هایش پیدا کند: آن‌ها تاجی طراحی می‌کنند تا گوش‌ها را بپوشاند. هرچند زوپیریون مصمم است راز شاه را حفظ کند، اما اوضاع برایش خنده‌دار است. وقتی با آسفالئون، یکی از درباریان، مواجه می‌شود، تصور می‌کند که او نیز از این راز باخبر است. آسفالئون درمی‌یابد که زوپیریون رازی در دل دارد، اما نمی‌داند چیست. پس از رفتن آسفالئون، زوپیریون راز را در گوشِ نی‌های سبزِ کنار رود می‌گوید:

«ای سبزترین نی‌هایی که

زیر آفتاب، سرهای پرپرتان را تکان می‌دهید».
سپس باکوس وارد می‌شود و به‌دنبال سیلِنوس می‌گردد. او تصمیم می‌گیرد به‌خاطر مهمان‌نوازی میداس، به او پاداشی بدهد و می‌گوید که هر آرزویی دارد، برآورده خواهد شد. صدراعظم پیشنهاد می‌دهد که گوش‌های پیشینش را بازپس بخواهد، اما میداس آرزو می‌کند که هر چیزی را که لمس می‌کند به طلا تبدیل کند. در همین حین، میداس گمان می‌کند زوپیریون دارد راز او را بازگو می‌کند، اما در واقع نی‌ها هستند که زمزمه می‌کنند: «میداس، شاه، گوش‌های الاغ دارد».

پردهٔ دوم با شیفتگی میداس به قدرت جدیدش آغاز می‌شود—توانایی تبدیل هر چیز به طلا. اما درباریان از این شکایت دارند که مجبور شده‌اند لباس‌های سنگین طلایی بپوشند. میداس آن‌ها را سرزنش می‌کند و می‌گوید: «من یک خدا هستم!». اما خودِ میداس نیز به‌زودی با دشواری‌های این قدرت مواجه می‌شود—مثلاً دیگر نمی‌تواند غذا بخورد. او به شدت پشیمان می‌شود و فریاد می‌زند:
«ای نادان! که آرزو داشتی همه چیز را به طلا تبدیل کنی!
چقدر کور و احمق بودم!».
میداس از باکوس درخواست می‌کند تا این قدرت را از او بگیرد و با تضرع می‌گوید:
«مرا به گوزنی بدل کن، در پوست پاره‌پاره بپوشان—
غذایم نان باشد و ریشه‌های بی‌مزه،
اما این لعنت وحشتناکِ طلا را از من بگیر».
میداس به درباریان فرمان می‌دهد برای جلب رضایت خدایان قربانی کنند تا شاید از نفرین طلا رهایی یابد. باکوس سرانجام دلش به رحم می‌آید و می‌گوید باید در رودخانه غسل کند. درباریان از اینکه او حتی هنگام شنا هم تاجش را برنمی‌دارد، متعجب می‌شوند؛ یکی از آن‌ها تصمیم می‌گیرد شبانه زیر تاجش را نگاه کند. پس از بازگشت از غسل، میداس طبیعت را ستایش می‌کند و می‌گوید:
«طلا چیز پَست، پُرآلودگی و پَست‌مایه‌ای است؛ —
به چمن نگاه کن، به آسمان، درختان، گل‌ها،
این‌ها گنجینه‌های ژوپیترند—و طلا نیستند».

## ژانر

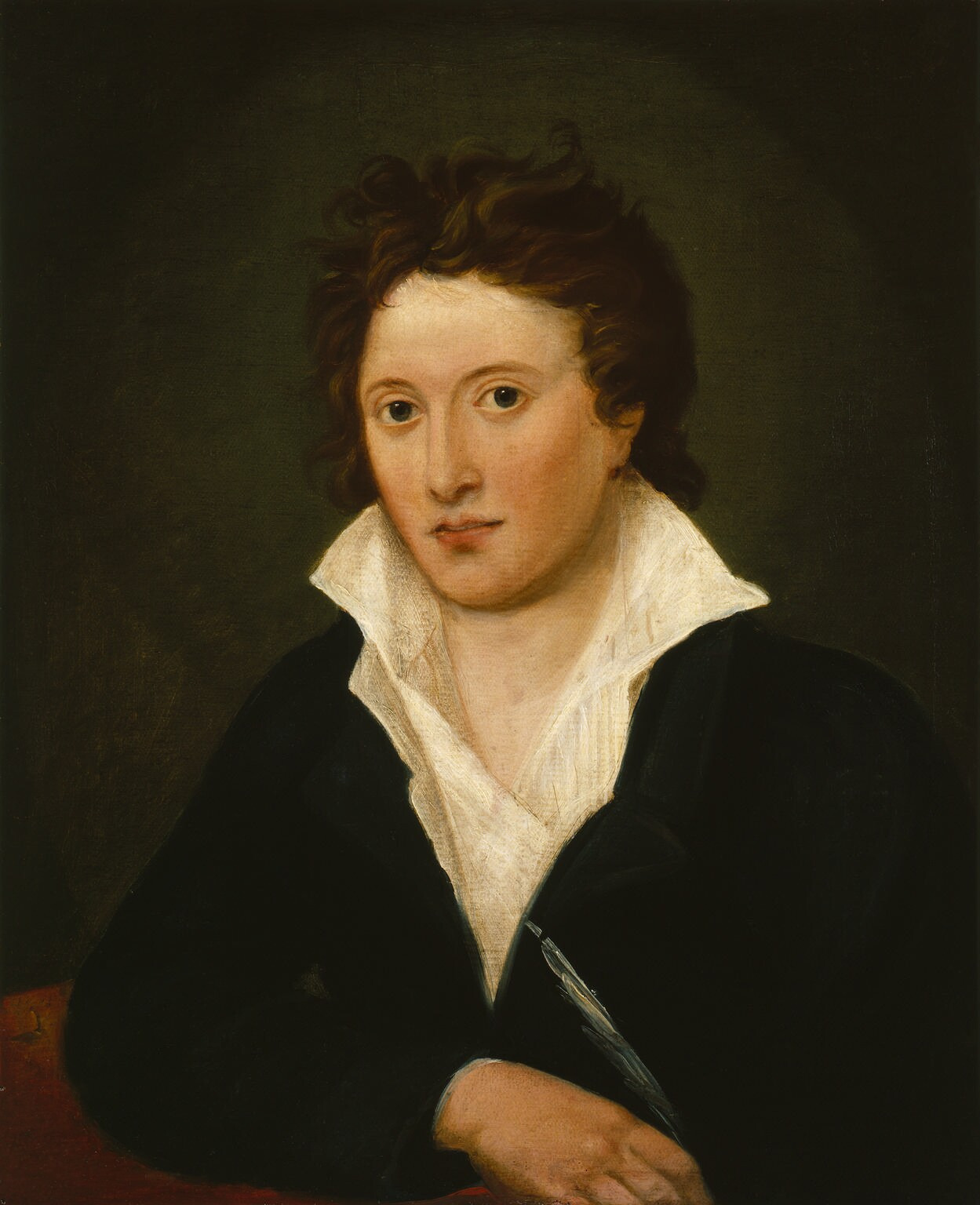
پرسی بیش شلی (۱۸۱۹، آملیا کوران)

مری شلی نمایشنامهٔ میداس را به‌عنوان «یک نمایشنامهٔ کوتاه اسطوره‌ای و طنزآمیز در قالب نظم» توصیف کرده است. تلاش او برای انتشار این اثر به‌عنوان نمایشنامه‌ای کودکانه نشان می‌دهد که خود نیز آن را جزو ادبیات کودک می‌دانست. در آن دوران، ادبیات «آموزشی» برای کودکان اغلب توسط زنان نوشته می‌شد، چرا که آن‌ها به‌عنوان صاحب‌نظران تربیت کودک شناخته می‌شدند. هرچند این نوع ادبیات، زنان را در نقش سنتی مادری قرار می‌داد، اما در عین حال به آن‌ها اجازه می‌داد تا به‌عنوان نویسندگان و هدایتگران اخلاق در حوزهٔ عمومی نیز ایفای نقش کنند. مادر مری شلی، مری ولستون‌کرفت، دو اثر از این نوع نوشته بود: اندیشه‌هایی دربارهٔ آموزش دختران (۱۷۸۷) و داستان‌های واقعی از زندگی واقعی (۱۷۸۸) که مری بی‌تردید با آن‌ها آشنا بود. همان‌طور که مارجین پورینتون می‌نویسد: «نمایشنامه‌های به‌ظاهر سادهٔ مری شلی، در بافتار ادبیات آموزشی و در لحظه‌ای تاریخی که مرز میان گفتار خصوصی و عمومی در حال محو شدن است، پیچیدگی ویژه‌ای می‌یابند.»
پژوهشگران دربارهٔ اینکه مری شلی قصد داشت نمایشنامه‌اش روی صحنه اجرا شود یا نه، اختلاف‌نظر دارند. برای نمونه، آلن ریچاردسون میداس را «درام غنایی» یا «نمایشنامه غیرصحنه‌ای» در سبک درام رمانتیک خانگی می‌داند، سبکی که «بر شخصیت به‌جای طرح داستان، بر واکنش به‌جای کنش، و بر فاصله‌گیری از صحنهٔ تئاتر تأکید دارد». اما جودیت پاسکو با این دیدگاه مخالف است و به شواهد نسخهٔ خطی چون دستورالعمل‌های صحنه اشاره می‌کند و استدلال می‌کند که مری شلی نمایشنامه‌اش را برای اجرا نوشته بود. منتقد ادبی، جفری کاکس، نیز استدلال می‌کند که میداس، در کنار پروسرپاین، پرومتئوس آزادشده و سایر نمایشنامه‌هایی که در حلقهٔ لی هانت نوشته شدند، نه برای کنار گذاشتن صحنه، بلکه تلاشی برای بازآفرینی تئاتر بودند. این نویسندگان با فاصله گرفتن از تراژدی و کمدی‌های آداب معاشرت، درام را از نو تعریف کردند؛ آن‌ها به نوشتن نمایش‌های نمادین و روستایی روی آوردند. کاکس میداس و پروسرپاین را «یک دیپتیک اسطوره‌ای» می‌نامد که نیروهای سرکوبگر را روی صحنه به تصویر می‌کشد. از دید او، میداس «به‌درستی با دست کشیدن میداس از لمس طلایی‌اش به پایان می‌رسد، و بازگشت او به دنیایی روستایی و ساده‌زیستانه، مبتنی بر برابری را جشن می‌گیرد».
در اوایل قرن نوزدهم، شعر غنایی با شاعران مرد و شعر روزمره (یعنی شعری دربارهٔ زندگی روزانه) با شاعران زن پیوند خورده بود. تقسیم کار در میداس نیز بازتاب همین روند است: پرسی دو شعر غنایی در نمایشنامه نوشته و بخش‌های اصلی نمایشنامه که به جزئیات زندگی روزمره می‌پردازند، توسط مری سروده شده‌اند. با این حال، مری شلی به‌سادگی این تقسیم‌بندی جنسیتی میان ژانرها را نمی‌پذیرد. همان‌طور که ریچاردسون توضیح می‌دهد، «تک‌گویی در پردهٔ اول کنار گذاشته می‌شود و در پردهٔ دوم به‌عنوان سبکی مشکوک و ذاتاً مردانه به چالش کشیده می‌شود». افزون بر آن، جدایی میان اشعار پرسی شلی—که در پردهٔ اول توسط آپولون و پان خوانده می‌شوند—و نمایشنامهٔ منظوم مری، همواره منتقدان را آزار داده است. با این حال، ریچاردسون معتقد است این ناهماهنگی عمدی است تا تفاوت در سبک شعری را برجسته کند.

## سبک و فضا
دل‌مشغولی‌های جنسیتی مری شلی تنها به مسائل مربوط به ژانر محدود نمی‌شود. در مسابقهٔ موسیقایی میان آپولو و پن در پردهٔ اول، آپولو با ویژگی‌های مردانه مانند فلسفه، علم و عقلانیت مرتبط است، و پان با ویژگی‌های زنانه همچون گوسفندان و طبیعت پیوند دارد. با این حال، همان‌طور که پورینتون اشاره می‌کند، «هر دو شخصیت اشعاری خودستایانه می‌خوانند که در آن‌ها از 'ساز' و دستاوردهای خود می‌بالند». با پیروزی آپولو، نمایشنامه در ظاهر «برتری مردانه» را جشن می‌گیرد. اما پن به شاه میداس متوسل می‌شود و از او می‌خواهد تا در رأی داور تجدید نظر کند؛ میداس نیز رأی را به نفع پن برمی‌گرداند، و به همین دلیل مجازات می‌شود. پورینتون استدلال می‌کند که نمایشنامه از این طریق مرزهای سنتی جنسیت را فرو می‌ریزد و شخصیت‌هایی با نشانه‌های جنسیتی آمیخته به تصویر می‌کشد. او می‌نویسد: «از این منظر، میداس نوعی درام با لباس مبدل است—کمدی‌ای دربارهٔ مسائل زنان، که بر پیکره‌های مردانه به نمایش درمی‌آید». از نگاه او، نمایشنامه مشکلات ایدئولوژی قرن نوزدهمیِ «قلمروهای جداگانه» را دراماتیزه می‌کند—ایدئولوژی‌ای که بر اساس آن، زنان باید در فضای خصوصی و خانگی بمانند و مردان در عرصهٔ عمومی و سیاسی حضور داشته باشند.
مری شلی همچنین از شخصیت میداس برای نقد سرمایه‌داری و امپریالیسم بهره می‌گیرد. شادی اولیهٔ میداس از به‌دست آوردن طلا نمادی است از انگلستانِ معاصرِ مری شلی، که «با شتاب به‌سوی هویتی تازه به‌عنوان جامعه‌ای صنعتی و مصرف‌گرا پیش می‌رفت، جامعه‌ای که بر پایهٔ امپریالیسم سیاسی و تجاری تأمین مالی می‌شد». برای مری شلی، این تلاش‌های تجاری به‌ویژه خصلتی مردانه دارند؛ گوش‌های میداس که نشانه‌ای از تضعیف مردانگی‌اند، در کنار طلای قدرت‌بخش و مردانه‌کننده قرار می‌گیرند. افزون بر این، شلی نشان می‌دهد که وقتی رهبران سیاسی «زنانه» می‌شوند، قدرت سیاسی خود را از دست می‌دهند. او میان میداس و پادشاهان بریتانیا، جورج سوم و جورج چهارم، که اغلب به‌شکلی زنانه تصویر می‌شدند، مقایسه‌ای ضمنی برقرار می‌کند.
همانند پرسی شلی، جان کیتس و لرد بایرون، مری شلی نیز به بازنویسی اسطوره‌های کلاسیک پرداخت؛ اما مانند دیگر نویسندگان زن رمانتیک، تمرکز ویژه‌ای بر به چالش کشیدن ساختار پدرسالارانه داشت. میداس صرفاً تفسیری بر روایت اووید در دگردیسی‌ها نیست، بلکه برداشتی انتقادی از نسخهٔ جفری چاوسر در داستان زن حمام‌رفته نیز هست. در نسخهٔ اووید، این آرایشگر میداس است که نمی‌تواند راز گوش‌های شاه را نگه دارد؛ در روایت چاوسر، همسر میداس راز را فاش می‌کند. اما در نسخهٔ مری شلی، این نخست‌وزیرِ میداس است که راز را نمی‌تواند پنهان کند؛ با این حال، میداس باور دارد که زنی راز او را فاش کرده، و یکی از درباریان با صراحت می‌گوید: «اینجا هیچ زنی نیست». این جابه‌جایی در روایت نه‌تنها نقش جنسیت را در قدرت، زبان و افشا به پرسش می‌کشد، بلکه به‌نوعی طنزآمیز نشان می‌دهد که در ذهن مردسالار، افشای راز همواره به زن نسبت داده می‌شود، حتی زمانی که هیچ زنی در صحنه حاضر نباشد.
نمایشنامه‌های پروسرپاین و میداس اغلب به‌عنوان دو نمایشنامهٔ متضاد در نظر گرفته می‌شوند. پروسرپاین نمایشنامه‌ای دربارهٔ پیوند زنانه است، در حالی که میداس نمایشی مردسالارانه است؛ در میداس شاعران مرد در رقابتی شرکت می‌کنند، در حالی که در پروسرپاین شخصیت‌های زن در داستان‌سرایی جمعی مشارکت دارند؛ «در حالی که میداس در قصر طلایی‌اش خود را مرکز قدرت می‌پندارد، سرس در اندوه ترک پناهگاه روستایی‌اش که با پروسرپاین شریک بوده، برای رفتن به دربار ژوپیتر می‌نالد»؛ میداس بر طلا متمرکز است، در حالی که زنان پروسرپاین از گل‌ها لذت می‌برند؛ و «در حالی که جامعهٔ میداس آکنده از خودخواهی، طمع و کشمکش است، جامعهٔ زنانهٔ پروسرپاین بر پایهٔ همبستگی، بخشندگی و عشق استوار است».

## بازخوردها
زمانی که آ. کزول نخستین نسخهٔ ویرایش‌شدهٔ نمایشنامهٔ میداس را در سال ۱۹۲۲ منتشر کرد، استدلال کرد که «این خیال‌پردازی‌های کلاسیکی کوچک که خانم شلی هرگز جسارت انتشارشان را نداشت، به همان اندازه شایستهٔ توجه‌اند که آثار منثور بلندپروازانه‌اش». با این حال، مقدمهٔ او بر نمایشنامه عمدتاً دربارهٔ پرسی شلی و نقش او در آثار مری شلی است. در واقع، همان‌طور که خودش توضیح می‌دهد، انگیزهٔ اصلی‌اش از انتشار این اثر، مشارکت در صدمین سالگرد تولد پرسی شلی بود. از زمان انتشار اولیه، نه میداس و نه پروسپاین توجه چندانی از سوی منتقدان دریافت نکرده‌اند. اغلب یا تنها به اشعار پرسی شلی توجه شده یا کل نمایشنامه‌ها نادیده گرفته شده‌اند. منتقد ادبی، الیزابت نیتچی، نوشته است که این نمایشنامه‌ها «تنها به‌خاطر اشعار پرسی شلی که برایشان نوشته شده‌اند، ارزشمند هستند» و سیلوا نورمن معتقد است که این آثار «واقعاً نیازی به مطالعهٔ تحلیلی یا تطبیقی ندارند». با این حال، از دههٔ ۱۹۹۰ و با انتشار کتاب مری شلیِ دیگر (The Other Mary Shelley)، توجه بیشتری به آثار «دیگر» مری شلی—مانند نمایشنامه‌هایش—معطوف شده است.